# Тороид
Тороид е стереометричен обект с ротационна повърхнина, която се описва от завъртането на дадена геометрична фигура около ос, намираща се в равнината на въпросната фигура. В частния случай, когато тази фигура е окръжност, стереометричното тяло, получено от завъртането ѝ се нарича тор. Когато завъртаме правоъгълник или квадрат около ос, успоредна на някоя от страните му, намираща се строго извън площта на фигурата, полученият тороид представлява кух, тръбоподобен, прав, кръгов цилиндър. Ако завъртим правоъгълен триъгълник около ос успоредна на един от катетите му (съответно перпендикулярна на другия), отново строго извън площта на този триъгълник, се получава прав, кръгов конус със същия като горепосочения осов отвор.